# Eupithecia delozona
Eupithecia delozona là một loài bướm đêm trong họ Geometridae.